# دیرینگ پارک استیتس (آریزونا)
دیرینگ پارک استیتس (به انگلیسی: Deering Park Estates) یک منطقهٔ مسکونی در ایالات متحده آمریکا است که در آریزونا واقع شده‌است. دیرینگ پارک استیتس ۱٬۹۰۳ متر بالاتر از سطح دریا واقع شده‌است.